# Lake District
Lake District, znan tudi kot Lakes ali Lakeland, je gorata regija in narodni park v Cumbriji, severozahodna Anglija. Znan je po svoji pokrajini, vključno z jezeri, obalo in Cumbrijskimi gorami; in za svoje literarne povezave z Beatrix Potter, Johnom Ruskinom in Lake Poets.
Cumbrijske gore ali fjeli vključujejo najvišje v Angliji: Scafell Pike (978 m), Helvellyn (950 m) in Skiddaw (931 m). V regiji je tudi šestnajst velikih jezer. Tudi Windermere, ki je z dolžino 18 km in površino 14,73 km² najdaljše in največje jezero v Angliji, ter Wast Water, ki je z 79 metri najgloblje jezero v Angliji.
Narodni park Lake District je bil ustanovljen leta 1951 in pokriva površino 2362 km², kar je glavnina regije. Leta 2017 je bil vpisan za Unescov seznam svetovne dediščine.

## Fizična geografija
Lake District je približno krožen gorski masiv, globoko razčlenjen s širokim radialnim vzorcem večjih dolin, ki so večinoma posledica ponavljajočih se poledenitev v zadnjih 2 milijonih let. Navidezni radialni vzorec ne izhaja iz osrednje kupole, temveč iz aksialne razvodnice, ki se razteza od St Bees Head na zahodu do Shapa na vzhodu. Večina teh dolin ima presek v obliki črke U, ki je značilen za ledeniški izvor, in pogosto vsebujejo dolga ozka jezera v vdolbinah skalne podlage, z deli razmeroma ravnih tal na zasutih vrhovih ali kjer jih delijo stranski pritoki (Buttermere-Crummock Water ; Derwent Water-Bassenthwaite Lake). Manjša jezera, znana kot tarns, zasedajo ledeniške krnice na višjih nadmorskih višinah. Obilje obojega je tisto, zaradi česar je območje postalo znano kot Lake District.
Številni višji hribi so skalnati, nižje pa prevladuje barje. Rastlinstvo na bolje odcednih območjih vključuje praproti in vresje, čeprav je velik del zemlje zaradi močne količine padavin močvirnat. Domači listopadni gozdovi se pojavljajo na številnih strmejših pobočjih pod gozdno mejo, vendar z avtohtonim hrastom, ki ga na mnogih območjih dopolnjujejo obsežni nasadi iglavcev, zlasti v gozdu Grizedale na splošno nižjem južnem delu območja. Lake District sega do morja na zahodu in jugu.
Najvišja gora v Angliji, Scafell Pike (978 m), ima ob jasnem dnevu daljnosežen razgled, ki sega od Galloway Hills na Škotskem, gorovja Morne na Severnem Irskem, otoka Man in Snowdonije v Walesu.

### Cumbrijske gore
Gore (ali 'fels') Lake Districta so znane kot Cumbrijske gore, Cumbrian Fells ali Lakeland Fells. Štirje najvišji hribi presegajo 914 m. To so:
- Scafell Pike, 978 m
- Scafell, 965 m
- Helvellyn, 951 m
- Skiddaw, 931 m

#### Northern Fells
Northern Fells so jasno določeno območje hribov v krogu premera 13 km med Keswickom na jugozahodu in Caldbeckom na severovzhodu. Vrhunec dosežejo na 931 m vrhu Skiddaw. Druga pomembna vrhova sta Blencathra (znan tudi kot Saddleback) (868 m) in Carrock Fell. Jezero Bassenthwaite zavzema dolino med tem masivom in North Western Fells.

#### North Western Fells
North Western Fells ležijo med jezerom Borrowdale in Bassenthwaite na vzhodu ter Buttermere in Lorton Vale na zahodu. Njihova najjužnejša točka je na prelazu Honister. To območje vključuje Derwent Fells nad dolino Newlands in hribe na severu, med katerimi sta Dale Head, Robinson. Na severu stojijo Grasmoor, najvišji v območju z 852 m, Grisedale Pike in hribi okoli doline Coledale, na skrajnem severozahodu pa gozd Thornthwaite in Lord's Seat. Fels na tem območju so zaobljeni skrilavec Skiddaw, z nekaj gorskimi jezerci in relativno malo skalami.

#### Western Fells
Western Fells ležijo med Buttermere in Wasdale, s Sty Headom, ki tvori vrh velikega trikotnika. Ennerdale razpolavlja območje, ki ga sestavljajo greben High Stile severno od Ennerdale, Loweswater Fells na skrajnem severozahodu, skupina Pillar na jugozahodu in Great Gable (899 m) blizu Sty Heada. Drugi vrhovi so Seatallan, Haystacks in Kirk Fell. To območje je skalnato in strmo, z impresivnim vrhom Pillar Rock. Wast Water, ki je v tem delu, je najgloblje jezero v Angliji.

#### Central Fells
Central Fells so nižje nadmorske višine od okoliških območij fels in dosegajo vrh pri 762 m z High Raise. Imajo obliko grebena, ki teče med Derwent Water na zahodu in Thirlmere na vzhodu, od Keswicka na severu do Langdale Pikes na jugu. Ostrog sega proti jugovzhodu do Loughrigg Fell nad Amblesideom. Osrednji greben, ki poteka proti severu čez High Seat, je izjemno močvirnat.

#### East Fells
East Fells so sestavljeni iz dolgega grebena od severa proti jugu, hribovja Helvellyn, ki poteka od Clough Heada do Seat Sandala z 950 m Helvellynom na najvišji točki. Zahodna pobočja teh vrhov so po navadi travnata, s kamnitimi koriti in skalami na vzhodni strani. Skupina Fairfield leži južno od območja in tvori podoben vzorec z visokimi skalnimi stenami in skritimi dolinami, ki se razlivajo v dolino Patterdale. Vrhunec doseže na višini Red Screes s pogledom na prelaz Kirkstone.

#### Far Eastern Fells
Far Eastern Fells se nanaša na vse felse Lakelanda vzhodno od Ullswaterja in ceste A592, ki teče proti jugu do Windermereja. Z 828 m je vrh, znan kot High Street, najvišja točka na zapletenem grebenu, ki poteka široko v smeri sever-jug in gleda na skrito dolino Haweswater na vzhodu. Na severu te regije so nižje strmine Martindale Common in Bampton Common, medtem ko so na jugu strmine, ki gledajo na dolino Kentmere. Dlje proti vzhodu, za Mardaleom in Longsleddalom, je Shap Fell, obsežno območje, ki ga sestavljajo visoka barja, bolj valovite in penninske narave kot gore na zahodu.

#### Southern Fells
Southern Fells zavzemajo jugozahodno četrt Lake Districta. Lahko se šteje, da obsegajo severno skupino med Wasdaleom, Eskdaleom in obema dolinama Langdale, jugovzhodno skupino vzhodno od Dunnerdala in južno od Little Langdale ter jugozahodno skupino, ki jo omejujejo Eskdale na severu in Dunnerdale na vzhodu.
Prva skupina vključuje najvišje gore Anglije: Scafell Pike v središču, na 978 m in Scafell 1,6 km jugozahodno. Čeprav je nekoliko nižji, ima Scafell na severni strani 210 m steno, Scafell Crag. Ta skupina vključuje tudi Wast water nad Wasdaleom, greben Glaramara nad Borrowdaleom, tri vrhove Crinkle Crags, Bowfell in Esk Pike. Jedro območja odmaka mlada reka Esk. Skupaj so to nekatera najbolj razgibana pobočja Lake Districta.
Druga skupina, sicer znana kot Furness Fells ali Coniston Fells, ima za svojo severno mejo strma in ozka prelaza Hardknott in Wrynose. Najvišja sta Old Man of Coniston in Swirl How, ki nekoliko presegata 800 m.
Tretja skupina zahodno od Duddona vključuje Harter Fell in dolg greben, ki vodi čez Whitfell do Black Comba in morja. Jug te regije sestavljajo nižji gozdovi in griči, s Kirkby Moorom na južni meji. Jugozahodni Lake District se konča blizu polotoka Furness in Barrow-in-Furness, mesta, na katerega se mnogi prebivalci Lake Districta zanašajo glede osnovnih dobrin.

#### Jugovzhodno območje
Jugovzhodno območje je ozemlje med Coniston Waterom in Windermerejem ter vzhodno od Windermereja proti Kendalu in južno do Lindalea. Na tem območju ni visokih vrhov, so večinoma nizki hribi, griči in apnenčasti cuestas (greben z blagim pobočjem na eni strani in strmim pobočjem na drugi strani), kot sta Gummer's How in Whitbarrow. Dejansko se dviga le do 333 m na Top o' Selside vzhodno od Coniston Water; med obema jezeroma se razprostira širok gozd Grizedale. Kendal in Morecambe Bay stojita na vzhodnem in južnem robu območja.

### Doline
Glavne radialne doline so (v smeri urinega kazalca z juga) Dunnerdale, Eskdale, Wasdale, Ennerdale, Vale of Lorton in dolina Buttermere, dolina Derwent in Borrowdale, dolina Ullswater, dolina Haweswater, Longsleddale, dolina Kentmere, tiste, ki se stekajo na čeli Windermere - Grasmere, Great Langdale in Little Langdale ter dolina Coniston Water. Doline delijo gore v bloke, ki jih različni avtorji opisujejo na različne načine. Najpogostejši pristop je tisti, ki ga je populariziral Alfred Wainwright, ki je objavil sedem ločenih območnih vodnikov po Lakeland Fells.

### Jezera
Samo eno od jezer v Lake Districtu se imenuje s tem imenom, Bassenthwaite Lake. Vse druge, kot so Windermere, Coniston Water, Ullswater in Buttermere, so mere, tarns in waters, pri čemer je mere najmanj pogosta, waters pa najpogostejša. Spodaj so navedena glavna jezera in rezervoarji v narodnem parku.
- jezero Bassenthwaite
- Brotherswater
- Buttermere
- Coniston Water
- Crummock Water
- Derwent Water
- Devoke Water
- Elter Water
- Ennerdale Water
- Esthwaite Water
- Grasmere
- Haweswater Reservoir
- Hayeswater
- Loweswater
- Rydal Water
- Thirlmere
- Ullswater
- Wast Water
- Windermere

### Gozdovi
Pod gozdno mejo so gozdnata območja, vključno z britanskimi in evropskimi avtohtonimi hrastovimi gozdovi in uvedenimi nasadi mehkega lesa. Gozdovi zagotavljajo habitate za avtohtone angleške divje živali. Tu in nekaj drugih delih Anglije najdemo domačo navadno veverico. V delih Lake Districta je padavin več kot v katerem koli drugem delu Anglije. To daje priložnost za rast atlantskih mahov, praproti, lišajev in jetrnikov. V narodnem parku je nekaj starodavnih gozdov. Upravljanje gozdov je različno: nekateri so posekani, nekateri obrezani, nekateri prepuščeni naravni rasti, nekateri pa nudijo pašo in zavetje.

### Obala
Lake District se razteza do obale Irskega morja od Drigga na severu do Silecrofta na jugu, zajema pa estuarije reke Esk in njenih pritokov, Irt in Mite. Območje plimovanja kombiniranih estuarijev vključuje peščeno, prodnato in blatno ravnino ter slano močvirje. Sistemi sipin na obeh straneh estuarija so zaščiteni kot naravni rezervati; Drigg Dunes and Gullery na severu in Eskmeals Dunes na jugu. Južno od estuarija je obala oblikovana v nizkih pečinah iz ledeniškega drobirja, peska in proda.
Okrožje se razteza tudi na plimske vode zaliva Morecambe in več njegovih estuarijev ob polotokih Furness in Cartmel, ki so na kažipotih na avtocesti M6 označeni kot »polotoki Lake District« in katerih južni deli ležijo zunaj parka. To so estuarij Duddon, estuarij Leven ter zahodni bregovi in plimovanja estuarija Kent. Za vsako od teh območij so značilne peščene in blatne ravnice, ki so zanimive za divje živali. Obalo podpirajo obsežne ravnice dvignjenih morskih usedlin, ki so ostale, ko je bila relativna gladina morja višja.

## Geologija
Geologija Lake Districta je zelo kompleksna, a dobro raziskana. Granitni batolit pod tem območjem je odgovoren za ta gorski masiv, njegova sorazmerno nizka gostota pa povzroča, da je območje 'napeto'. Granit je mogoče videti na površini kot granite Ennerdale, Skiddaw, Carrock Fell, Eskdale in Shap.
Na splošno lahko območje razdelimo na tri pasove, ki potekajo od jugozahoda proti severovzhodu. Kamnine so mlajše od severozahoda proti jugovzhodu. Severozahodni pas je sestavljen iz sedimentnih kamnin zgodnjega do srednjega ordovicija, večinoma blatnikov in meljevcev morskega izvora. Skupaj sestavljajo skupino Skiddaw in vključujejo kamnine, tradicionalno znane kot Skiddaw Slates. Njihova krhkost na splošno vodi v gore z razmeroma gladkimi pobočji, kot je sam Skiddaw.
Osrednji pas je mešanica vulkanskih in sedimentnih kamnin srednje do poznega ordovicijskega obdobja, ki obsegajo lave in tufe vulkanske skupine Borrowdale, ki so izbruhnile, ko je bil nekdanji Japetov ocean potopljen pod današnjo škotsko mejo med kaledonsko orogenezo. Severni osrednji vrhovi, kot je Great Rigg, so nastali zaradi znatnih tokov lave. Tem izbruhom lave je sledil niz piroklastičnih izbruhov, ki so proizvedli vrsto kalder, med katerimi je ena tudi današnji Scafell Pike. Te piroklastične kamnine povzročajo skalnate pokrajine, značilne za osrednje felse.
Jugovzhodni pas obsega blatnike in drobe superskupine Windermere in vključuje (zaporedoma) kamnine skupin Dent, Stockdale, Tranearth, Coniston in Kendal. Ti so na splošno nekoliko manj odporni proti eroziji kot zaporedje kamnin na severu in ležijo pod večino nižjih pokrajin okoli Conistona in Windermereja.
Kasnejši vdori so oblikovali posamezne izdanke magmatskih kamnin v vsaki od teh skupin. Okoli robov teh ordovicijskih in silurskih kamnin na severnem, vzhodnem in južnem obrobju območja je pol neprekinjen izdan karbonskega apnenca, ki je najbolj spektakularen na mestih, kot sta Whitbarrow Scar in Scout Scar.

## Rastlinstvo in živalstvo
Lake District je zaradi svoje raznolike topografije, jezer in gozdov dom velikega števila divjih živali. Zagotavlja dom za navadno veverico in kolonije rosike (Drosera) in maslenice (Pinguicula), dveh od redkih mesojedih rastlin, ki izvirajo iz Britanije. Lake District je glavno zatočišče za navadne veverice in ima največjo populacijo v Angliji (od ocenjenih 140.000 teh veveric v Združenem kraljestvu v primerjavi s približno 2,5 milijona sivih veveric (Sciurus carolinensis)).
Lake District je dom številnim vrstam ptic in RSPB vzdržuje rezervat v Haweswaterju. Zadnji gnezdeči par planinskih orlov v Angliji je bil najden tukaj; samica je bila nazadnje opažena leta 2004, samec pa leta 2015. Po poskusih ponovne kolonizacije je leta 2001 par ribjih orlov gnezdil v Lake Districtu prvič po več kot 150 letih v bližini jezera Bassenthwaite. Ribji orli se zdaj spomladi pogosto selijo proti severu iz Afrike, da bi gnezdili v Lake Districtu; skupno 23 mladičev so našteli na tem območju od leta 2001. Druga ujeda, ki je imela poskuse ponovne naselitve, je rjavi škarnik, ki ima od leta 2012 približno 90 osebkov v območjih z gostimi gozdovi v bližini Grizedale in se je leta 2014 uspešno razmnožil, kar je bil prvi uspeh v razmnoževanju v Cumbriji v več kot 200 letih. Naravovarstveniki upajo, da bo ponovna naselitev ustvarila veliko populacijo v Lake Districtu in v severozahodni Angliji, kjer je število rjavih škarnikov nizko. Druge vrste ptic, ki prebivajo v Lake Districtu so kanja, povodni kos, sokol selec in krokar. Med sezonske ptice spadata komatar in pogorelček.
V jezerih živijo tri redke in ogrožene vrste rib. Coregonus vandesius najdemo samo v Derwent water in do leta 2008 v jezeru Bassenthwaite. V zadnjih letih so alge postale grožnja, saj se jezera postopoma segrevajo. V želji, da bi ohranili vrsto, so jo večkrat preselili v višja jezera, predvsem leta 2005 in 2011. V jezerih živita tudi dve drugi redki vrsti: Coregonus stigmaticus, ki živi v Brothers Water, Haweswater, Red Tarn in Ullswater, in jezerska zlatovščica (Salvelinus alpinus), ki jo lahko najdemo v Buttermere, Coniston Water, Crummock Water, Ennerdale Water, Haweswater, Loweswater, Thirlmere, Wast Water in Windermere.
V zadnjih letih so bile narejene pomembne spremembe ribiških zakonov, ki pokrivajo severozahodno regijo Anglije, da bi pomagali zaščititi nekatere najredkejše vrste rib. Leta 2002 je Agencija za okolje uvedla nov predpis o ribištvu, s katerim je prepovedala uporabo vseh sladkovodnih rib kot žive ali mrtve vabe v 14 jezerih v Lake Districtu: Bassenthwaite Lake, Brothers Water, Buttermere, Coniston Water, Crummock Water, Derwent Water , Ennerdale Water, Haweswater, Loweswater, Red Tarn, Thirlmere, Ullswater, Wast Water in Windermere. Ribiči, ki ne upoštevajo novega predpisa, se lahko soočijo z globo do 2500 funtov.
Jezera in vode Lake Districta naravno ne podpirajo toliko vrst rib kot drugi podobni habitati na jugu države in drugod po Evropi. Nekatere ribe, ki tam uspevajo, so še posebej ogrožene zaradi vnosa novih vrst. Vnos tujerodnih rib lahko povzroči plenjenje domorodne ribje favne ali tekmovanje za hrano. Obstaja tudi nevarnost vnosa bolezni, ki lahko dodatno ogrozi domorodno prebivalstvo. V nekaterih primerih lahko vnesena vrsta tako moti okolje, da postane neprimerno za določene ribe. Na primer, velika težava je bila ugotovljena z okunom. To tujerodno ribo so v zadnjih letih naselili v več jezer. Znano je, da okun poje jajčeca Coregonus vandesius, ki so zaradi dolge inkubacijske dobe še posebej ranljivi. To pomeni, da so dovzetni za plenilce do 120 dni. Ikre drugih rib, na primer rdečeok, so ogrožene le tri dni.